# Dorūd (shahrestan)
Dorūd (persiska: شهرستان دورود, دورود) är en delprovins (shahrestan) i Iran.   Den ligger i provinsen Lorestan, i den centrala delen av landet, 300 km sydväst om huvudstaden Teheran.
Delprovinsen hade 174 508 invånare 2016.